# Le Secret du sable bleu
 (septembre 2024).
La mise en forme du texte ne suit pas les recommandations de Wikipédia : il faut le « wikifier ».
Les points d'amélioration suivants sont les cas les plus fréquents. Le détail des points à revoir est peut-être précisé sur la page de discussion.
- Les titres sont pré-formatés par le logiciel. Ils ne sont ni en capitales, ni en gras.
- Le texte ne doit pas être écrit en capitales (les noms de famille non plus), ni en gras, ni en italique, ni en « petit »…
- Le gras n'est utilisé que pour surligner le titre de l'article dans l'introduction, une seule fois.
- L'italique est rarement utilisé : mots en langue étrangère, titres d'œuvres, noms de bateaux, etc.
- Les citations ne sont pas en italique mais en corps de texte normal. Elles sont entourées par des guillemets français : « et ».
- Les listes à puces sont à éviter, des paragraphes rédigés étant largement préférés. Les tableaux sont à réserver à la présentation de données structurées (résultats, etc.).
- Les appels de note de bas de page (petits chiffres en exposant, introduits par l'outil «  Source ») sont à placer entre la fin de phrase et le point final[comme ça].
- Les liens internes (vers d'autres articles de Wikipédia) sont à choisir avec parcimonie. Créez des liens vers des articles approfondissant le sujet. Les termes génériques sans rapport avec le sujet sont à éviter, ainsi que les répétitions de liens vers un même terme.
- Les liens externes sont à placer uniquement dans une section « Liens externes », à la fin de l'article. Ces liens sont à choisir avec parcimonie suivant les règles définies. Si un lien sert de source à l'article, son insertion dans le texte est à faire par les notes de bas de page.
- La présentation des références doit suivre les conventions bibliographiques. Il est recommandé d'utiliser les modèles {{Ouvrage}}, {{Chapitre}}, {{Article}}, {{Lien web}} et/ou {{Bibliographie}}. Le mode d'édition visuel peut mettre en forme automatiquement les références.
- Insérer une infobox (cadre d'informations à droite) n'est pas obligatoire pour parachever la mise en page.

Pour une aide détaillée, merci de consulter Aide:Wikification.
Si vous pensez que ces points ont été résolus, vous pouvez retirer ce bandeau et améliorer la mise en forme d'un autre article.
Le Secret du sable bleu (パタパタ飛行船の冒険, Pata pata hikōsen no bōken) est une série télévisée d'animation en coproduction japonaise et sud-coréenne en 26 épisodes de 26 minutes, créée par Yano Yuichiro d'après les romans Face au drapeau et L'Étonnante Aventure de la mission Barsac de Jules Verne et diffusée entre le 5 janvier 2002 et le 29 juin 2002 sur WOWOW.
En France, la série a été diffusée à partir du 3 novembre 2003 sur Télétoon+.

## Synopsis
Cette série raconte l'histoire de Jane Buxton, jeune fille anglaise de 15 ans née d'une riche famille de la fin du XIXe siècle, qui part en Orient aux côtés de son majordome Chambellan à la recherche de son frère George, lequel aurait été exécuté pour trahison.
Une fois là-bas, elle rencontre l'expédition Barsac et se rend sur les traces de l'azurium, une mystérieuse substance capable de faire voler des machines, ainsi que de mystérieux brigands.

## Distribution

### Voix originales
- Rokuro Naya : Chambellan Agenore

### Voix françaises
- Patricia Legrand : Jane Buxton
- Bruno Magne : William
- Thierry Kazazian : George
- Thierry Murzeau : Christopher Barsac
- Nathalie Bienaimé : Sabri, George enfant
- Emmanuel Fouquet : Chambellan Agenore
- Danièle Hazan : Kate
- Constantin Pappas : Morilire
- Christelle Reboul : Jeanne
- Alain Floret : Edward Buxton
- Olivia Dutron : la mère de William
- Adrien Solis : le mousse
- Philippe Roullier : le capitaine du bateau
- Patrick Béthune : voix additionnelles

- Version française
  - Studio de doublage : Chinkel[2]
  - Direction artistique : Danièle Hazan
  - Adaptation : Hélène Castets, Hélène Monsché (dialogues), Claude Lombard (chansons)
  - Générique chanté : Marie Drion et Patrice Schreider

## Fiche technique
- Production : TMS Entertainment/Telecom Animation Film (Japon) et Koko Enterprises Co, Ltd. (Corée du Sud)

## Épisodes
1. Les Héritiers Buxton (バクストン家の三兄妹?)
2. Un léger malentendu (小さな亀裂?)
3. Une ombre furtive dans la nuit (滲み出した黒い陰?)
4. Le Voyage en mer [1/2] (はじめての航海?)
5. Le Voyage en mer [2/2] (船乗りの勲章?)
6. Le Mystérieux Monsieur Barsac (バルザックさん?)
7. De nouvelles rencontres (新しい出会い?)
8. Dans le désert (砂漠へ?)
9. Tempête de sable (砂嵐?)
10. Que faire ? (私に出来ること?)
11. Le Mystère de l’épave au sable bleu (難破船と青い砂の謎?)
12. L’Attaque des luges mécaniques [1/2] (機械盗賊団〜前編?)
13. L’Attaque des luges mécaniques [2/2] (機械盗賊団〜後編?)
14. Mais qui est donc Morilire ? (モリリレの正体?)
15. À chacun ses secrets (おたがいの秘密?)
16. La Tombe de George (ジョージ　ここに眠る?)
17. Le Baptême de l'air (はじめての空?)
18. Neo City (ネオシティ?)
19. Le Professeur Kamale (カマレ博士?)
20. L’Évasion (逃亡?)
21. Le Secret de l’Azurium (浮遊泉の謎?)
22. L’Heure de vérité (侵入?)
23. Une révélation surprenante (真実?)
24. La Chute de l’Empire (帝国の崩壊?)
25. Le Vaisseau maudit (飛行機械プロミネンス?)
26. Le Temps des adieux (ジェーンより愛を込めて?)

## Produits dérivés

### DVD
- Le Secret du sable bleu - l’intégrale (16 novembre 2005) ASIN B0006OBTD2
- Le Secret du sable bleu - 1re partie (1er avril 2006) ASIN B000EUL0DM
- Le Secret du sable bleu - 2e partie (20 juillet 2006) ASIN B000H305YG